# Liste des évêques de Yola
Liste des évêques de Yola
(Dioecesis Yolaensis)
La préfecture apostolique nigériane de Yola est créée le 14 juillet 1950 par détachement du diocèse de Buéa (Cameroun) et des préfectures apostoliques de Jos et Oturkpo.
Le 2 juillet 1962, elle est érigée en évêché.

## Est préfet apostolique
- 27 octobre 1950-2 juillet 1962 : Patrick Ier Dalton (Patrick Joseph Dalton)

## Puis sont évêques

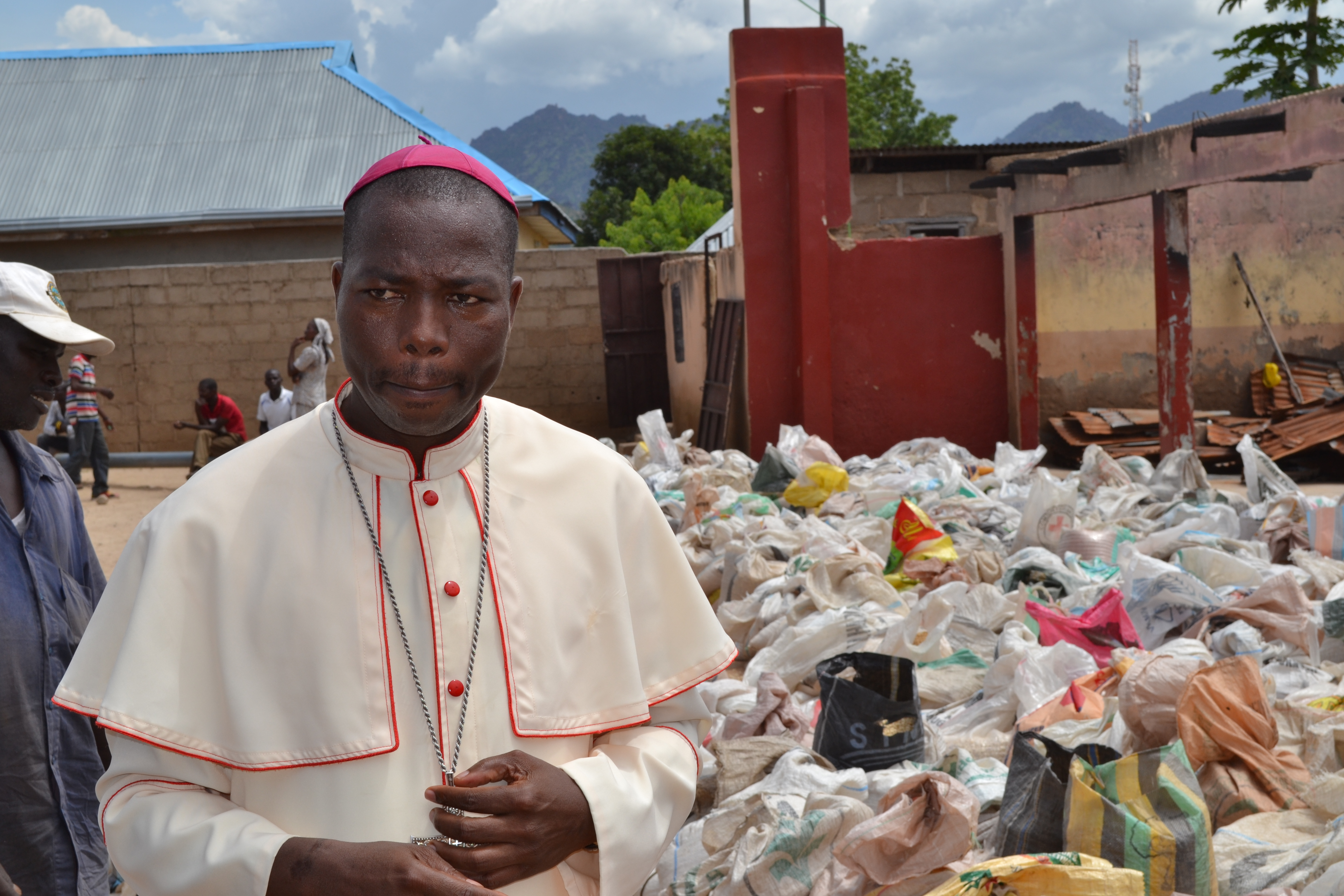
Mgr Mamza

- 2 juillet 1962-29 novembre 1969 : Patrick Ier Dalton (Patrick Joseph Dalton), promu évêque.
- 21 septembre 1970-5 juillet 1996 : Patrick II Sheehan (Patrick Francis Sheehan)
- 5 juillet 1996-† 9 janvier 2010 : Christopher Abba (Christopher Shaman Abba)
- 9 janvier 2010-18 février 2011 : siège vacant
- depuis le 18 février 2011 : Stephen Mamza (Stephen Dami Mamza)

## Sources
- L'ANNUAIRE PONTIFICAL, sur le site http://www.catholic-hierarchy.org, à la page